# Solco intraparietale
Il solco intraparietale (IPS) si trova sulla superficie laterale del lobo parietale, ed è formato da una parte obliqua ed una orizzontale. Esso contiene una serie di subregioni funzionalmente distinte che sono state intensamente studiate facendo sia degli studi sui primati e neuroimaging funzionale sull'uomo.
È coinvolto principalmente nella coordinazione motopercettuale (ad esempio, dirigere i movimenti degli occhi) e l'attenzione visiva, da un punto indicato dalla vista, afferrare un oggetto e manipolarlo per raggiungere un effetto desiderato.
Si pensa che l'IPS giochi un ruolo anche in altre funzioni, tra cui l'elaborazione delle informazioni numeriche simboliche, nella memoria spaziale e nell'interpretazione delle intenzioni altrui.

## Funzioni
Il solco intraparietale (IPS) è diviso in cinque regioni: anteriore, laterale, ventrale, caudale, e mediale
- Corteccia laterale intraparietale (LIP) e ventrale intraparietale (VIP):  attenzione visiva e movimenti oculari saccadici.
- Corteccia ventrale intraparietale (VIP) e mediale intraparietale (MIP): controllo visivo, raggiungere e puntare.
- Corteccia anteriore intraparietale (AIP): controllo visivo, movimenti della mano, manipolare, afferrare.
- Corteccia centrale intraparietale (CIP): percezione della profondità, stereopsi.

Tutte queste aree proiettano nel lobo frontale per il controllo esecutivo.
L'attività del solco intraparietale è stata anche associata all'apprendimento di sequenze di movimenti delle dita.
Il task positive network include il solco intraparietale in ogni emisfero ed è uno dei due sistemi di orientamento sensoriale del cervello umano.

## Capire i numeri
Studi comportamentali suggeriscono che l'IPS è associato con i danni dell'elaborazione numerica di base e che ci sia un modello di alternanze strutturali e funzionali nell'IPS e nella corteccia prefrontale per la discalculia. Nei bambini con discalculia evolutiva è stata trovata meno materia grigia nell'IPS sinistro. Gli studi hanno dimostrato che l'attività elettrica in un particolare gruppo di cellule nervose nel solco intraparietale aumenta quando, e solo quando, i volontari stanno eseguendo calcoli.
Al di fuori delle sperimentazioni si è anche scoperto che quando un paziente menziona un numero - oppure fa un riferimento quantitativo, come "un po 'di più", "molti" o "più grande rispetto agli altri" - si verifica un picco di attività elettrica nel medesimo solco. La popolazione di cellule nervose del solco intraparietale si attiva quando il paziente sta facendo i calcoli in condizioni sperimentali.

## Immagini aggiuntive

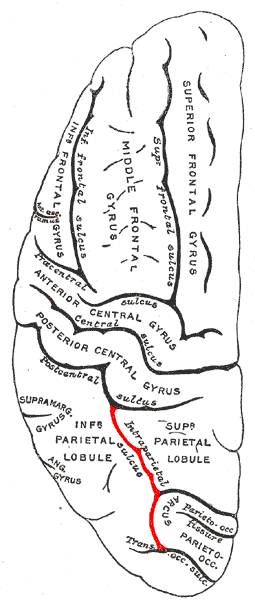
Superficie laterale dell'emisfero cerebrale di sinistra, vista dall'alto.
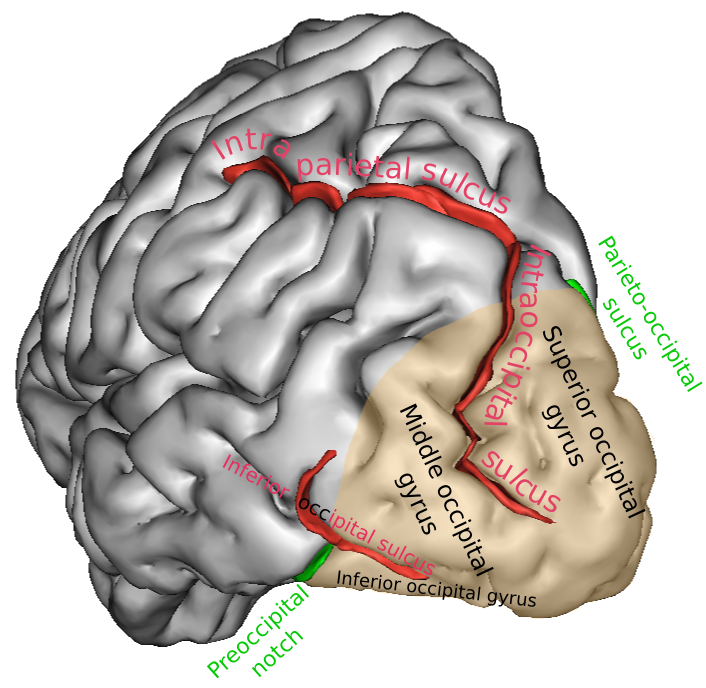
Emisfero cerebrale sinistro, visto da dietro. (Solco intraparietale visibile in alto al centro).
- Dissezione del cervello umano (video 53 sec.). Posizione del solco intraparietale dell'emisfero cerebrale sinistro.